# Challenge de Catalunya 2012
Het Challenge de Catalunya 2012 was een golftoernooi op de agenda van de Europese Challenge Tour. Deze eerste editie werd van 27 tot en met 30 september gespeeld op de Club de Golf La Graiera bij de Spaanse stad Tarragona. Het prijzengeld was € 160.000.
Het toernooi is opgezet door de Catalaanse Golf Federatie, de Madrid Golf Federatie en MatchGolf. 

## De baan
De golfbaan ligt aan de Costa Dorada en heeft een par van 72. De baan is heuvelachtig en staat vol oude pijnbomen, dus ook in de wintermaanden houdt hij een groen aangezicht. In juni 2012 werd het nieuwe clubhuis geopend. 

## Verslag
Jeppe Huldahl vestigde in de eerste ronde het toernooirecord op 64 en dat werd niet meer verbeterd. Hij ging daarmee aan de leiding en bleef dat ook in ronde 2. Alessandro Tadini en Robert Dinwiddie waren de enige andere spelers die drie scores onder de 70 binnen brachten.
Er deden slechts twee Nederlanders mee. Wil Besseling eindigde op een gedeeld 45ste plaats en Tim Sluiter moet hole 7 zo snel mogelijk vergeten, want op deze par 5 maakte hij een 11.
| Spelers           | Ronde 1 | Ronde 1 | Ronde 1 | Ronde 2 | Ronde 2 | Ronde 2 | Ronde 2 | Ronde 3 | Ronde 3 | Ronde 3 |     |
| ----------------- | ------- | ------- | ------- | ------- | ------- | ------- | ------- | ------- | ------- | ------- | --- |
| Brooks Koepka     | 68      | -4      | T13     | 67      | -5      | -9      | T11     | 65      | -7      | -16     | 1   |
| Alessandro Tadini | 66      | -6      | T3      | 69      | -3      | -9      | T11     | 68      | -4      | -13     | 2   |
| Robert Dinwiddie  | 68      | -4      | T13     | 68      | -4      | -8      | T5      | 68      | -4      | -12     | 3   |
| Jeppe Huldahl     | 64      | -8      | 1       | 70      | -2      | -10     | 1       | 73      | +1      | -9      | T11 |
| Wil Besseling     | 71      | -1      | T50     | 70      | -2      | -3      | T39     | 72      | par     | -3      | T45 |
| Tim Sluiter       | 70      | -2      | T39     | 76      | +4      | +2      | MC      |         |         |         |     |

| Leider |  | Toernooirecord |  | MC = missed cut = cut gemist |
| ------ |  | -------------- |  | ---------------------------- |

## Spelers
| Challenge Tour winnaars 2011-2012 - Alexandre Kaleka - Alessandro Tadini - Chris Paisley - Espen Kofstad - Gary Stal - Raymond Russell - Sam Walker - Eduardo de la Riva - Marco Crespi - Seve Benson - Phillip Archer - Maximilian Kieffer Gewone categorieën - Antti Ahokas - Björn Åkesson - Byeong-hun An - HP Bacher - Benn Barham - Adrien Bernadet - Wil Besseling - Knut Børsheim - Christophe Brazillier - Daniel Brooks - Sebastian Buhl - Magnus A. Carlsson - Stuart Davis - François Delamontagne - Robert Dinwiddie - Chris Doak - Agustin Domingo - Edouard Dubois - Paul Dwyer - Rafa Echenique - Pelle Edberg - Klas Eriksson - Matt Ford - Alastair Forsyth - Chris Gane - Jordi García Pinto - Daniel Gaunt | - Adam Gee - Jordan Gibb - Julien Guerrier - Peter Gustafsson - Mark F. Haastrup - Sam Hutsby - Steven Jeppesen - Roope Kakko - Sihwan Kim - Chris Lloyd - Mikael Lundberg - Callum MacAuley - Francis McGuirk - Nicolas Meitinger - Åke Nilsson - Matthew Nixon - Thomas Nørret - Steven O'Hara - Adrian Otaegui - Andrew Parr - John Parry - Scott Pinckney - Raul Quiros - Bernd Ritthammer - Victor Riu - Charles-Edouard Russo - Lloyd Saltman - Tim Sluiter - Anthony Snobeck - Matthew Southgate - Andrew Tampion - Steven Tiley - Mark Tullo - Daniel Vancsik - Alvaro Velasco - Johan Wahlquist - Justin Walters Invitaties Challenge Tour - Jordan Russell - Stephen Grant - Rikard Karlberg | Invitaties Toernooi-organisatie - Christian Aronsen - Elias Bertheussen - André Bossert - Niklas Dahlgren - Thomas Feyrsinger - Rasmus Hjelm - Jeppe Huldahl - Brooks Koepka - Mikko Korhonen - Daniel Lokke - Michaël Lorenzo-Vera - Andrew McArthur - Janne Mommo - Raphaël de Sousa - Uli Weinhandl - Fer Adarraga - Carlos Aguilar - Pol Bech - Juan Antonio Bragulat - Luis Claverie - Ignacio Elvira - Borja Etchart - Javier Gallardo - Rafael Gallardo - Sebi García - Sebastian García Rodriguez - Ivó Giner - Sergio Gonzalez García - Carlos Gonzalez Lopez - Xavier Guzman - Pablo Herreria - Antonio Hortal - Santiago Luna - Pedro Oriol - Alvaro Salto - Javier San Felix - Carlos García Simarro - Carl Suneson |